# Allotrichoma abdominalis
Allotrichoma abdominalis is een vliegensoort uit de familie van de oevervliegen (Ephydridae). De wetenschappelijke naam van de soort werd voor het eerst geldig gepubliceerd in 1896 door Williston als Hecamede abdominalis.